# Excelsior Moeskroen
Excelsior Moeskroen was een voetbalclub uit Moeskroen die uitkwam in de Eerste klasse van het voetbal in België. De club had rood-wit als kleuren en was bij de Voetbalbond aangesloten met stamnummer 224. Door financiële problemen ging de club begin december 2009 vrijwillig in vereffening. Eind december werd de club geschrapt uit de hoogste voetbalklasse, nadat men drie wedstrijden forfait had gegeven. Eind januari 2010 besliste men officieus te fusioneren met derdeklasser RRC Péruwelz, dat zijn thuiswedstrijden ging afwerken in Le Canonnier onder het stamnummer van RRC Peruwelz (216).

## Geschiedenis
De club werd opgericht in 1922 als Association Athlétique Mouscronnoise, en sloot zich op 17 juni aan bij de Belgisch Voetbalbond. Bij de invoering van de stamnummers in 1926, kreeg de club het nummer 224 toegekend. In 1951 kreeg de club de koninklijke titel, en heette voortaan Association Royale Athlétique Mouscronnoise. De club bleef in de provinciale afdelingen spelen.
In Moeskroen speelde in die periode een club, Stade Mouscron, die meer succes kende, en een tweetal decennia in de nationale bevorderingsreeksen had gespeeld. (eerst Derde, daarna Vierde Klasse). Stade Moeskroen was bij de Voetbalbond aangesloten met stamnummer 508.
De twee Moeskroense clubs fuseerden op 1 juli 1964. De nieuwe fusieclub werd Excelsior Mouscron genoemd en nam het stamnummer 224 van ARA Mouscronnoise over. Het stamnummer 508 van Stade werd definitief geschrapt. Op 31 augustus werd de aanduiding "Royal" nog voor de officiële naam toegevoegd. De fusieclub ging van start in Derde Klasse, maar zakte in 1972 naar Vierde Klasse en vier jaar later, in 1976, naar Eerste Provinciale in Henegouwen. Excelsior Moeskroen was oorspronkelijk aangesloten bij het provinciaal comité van West-Vlaanderen, pas in juli 1976 verhuisde de club naar dat van Henegouwen.
Na drie seizoenen pakte Moeskroen de titel in Eerste Provinciale en keerde zo weer terug naar de nationale reeksen. De club bleef er gedurende de jaren 80 spelen. In juli 1990 werd bij een fusie de club Association Athlétique Rapid Club Mouscronnois opgeslorpt. Dat was een jongere club, die bij de Voetbalbond met stamnummer 8440 was aangesloten.
Na een decennium pakte de club in 1990 de titel in Vierde Klasse en mocht weer naar Derde Klasse. Daar slaagde de club er meteen in zijn reeks te winnen en in 1991 mocht Excelsior voor het eerst aantreden in Tweede Klasse. De club maakte verder opgang, dwong in 1996 een promotie naar de hoogste klasse af en haalde daar in 1996/97 meteen een derde plaats, wat ook Europees voetbal opleverde voor het volgende seizoen.
In 2002 haalde Moeskroen onder leiding van de Belgische trainer Hugo Broos de finale van de Beker van België, maar verloor de finale van Club Brugge. Andrés Mendoza, de centrumspits van Club Brugge, scoorde drie maal terwijl Jonathan Blondel het enige Henegouwse doelpunt maakte. Moeskroen verloor met 3–1. Deze finaleplaats leverde wel opnieuw Europees voetbal op voor de club. Op 13 mei 2006 speelde de ploeg opnieuw de finale van de Beker van België en verloor opnieuw, nu met 2-1 van SV Zulte Waregem.
Op 24 april maakte de licentiecommissie van de voetbalbond bekend dat Moeskroen geen licentie zou krijgen voor volgend seizoen in Eerste Klasse. De club dreigde zo te degraderen naar Derde Klasse en ging in beroep. In beroep werd de licentie alsnog behaald.
Trainer Ariël Jacobs verliet de club op het einde van het seizoen 2006/07. Hij werd opgevolgd door Marc Brys. Brys werd na enkele mindere resultaten in december 2007 ontslagen en tijdelijk opgevolgd door Geert Broeckaert. Enkele dagen later werd Enzo Scifo aangenomen als nieuwe trainer.
In februari 2009 stond de club, wegens financiële problemen van de hoofdsponsor, op de rand van een faillissement. Eind maart leek Excelsior Moeskroen gered dankzij een investeerder, maar half april had de club nog steeds geen geld ontvangen, waardoor de financiële moeilijkheden bleven aanslepen. De investeerder liet het afweten en voorzitter Dufermont zag zich genoodzaakt om nog maar eens geld in de club te pompen. Eind oktober van dat jaar, terwijl competitie van het seizoen 2009/10 al aan de gang was, werd de licentie van Excelsior Moeskroen toch ingetrokken. Algemeen werd verwacht dat de club, na een bestuursvergadering, bekend zou maken in vereffening te gaan, maar Moeskroen tekende beroep aan. De eerstvolgende wedstrijd, tegen Standard, ging zo toch door, maar na die wedstrijd nam een groot deel van de technische staf van de club ontslag. Keeperstrainer Hans Galjé werd tijdelijk hoofdtrainer, bijgestaan door Eddy Callaert. Moeskroen bleef zoeken naar nieuwe middelen, maar moest op 4 december toch vrijwillig in vereffening gaan. Toen de spelers weigerden om nog te spelen, moest Moeskroen forfait geven voor de wedstrijden tegen Cercle Brugge (20 december) en KV Kortrijk (26 december). Een derde forfait tegen Westerlo, twee dagen later, betekende dat Moeskroen definitief uit de Eerste Klasse werd geschrapt, dit gebeurde op 28 december 2009.
Eind januari 2010 werd aangekondigd dat de club zou fusioneren met derdeklasser RRC Péruwelz tot Mouscron-Péruwelz. In werkelijkheid werd er slechts een naamsverandering en verhuis van RRC Péruwelz uitgevoerd. Deze club ging zijn thuiswedstrijden afwerken in het leegstaande Le Canonnier, onder het stamnummer van Péruwelz. Het stamnummer van Excelsior Moeskroen (224) werd bijgevolg definitief geschrapt. In Péruwelz werd echter een nieuwe club Péruwelz Football Club opgericht die start in vierde provinciale C van Henegouwen met stamnummer 9540.

## Erelijst
Beker van België
finalist (2): 2002, 2006
Ligabeker
finalist (1): 2000
Individuele trofeeën
Enkele spelers behaalden een trofee toen ze voor de club speelden:
Topscorer (1)
2004 (Luigi Pieroni)
Ebbenhouten Schoen (1)
1997 (Émile Mpenza)

## Resultaten
| Seizoen | Klasse | Klasse | Klasse | Klasse | Klasse | Reeks             | Punten | Opmerkingen                                                           | Beker  | Europa |
|         | I      | II     | III    | IV     | P.I    |                   |        |                                                                       |        |        |
| ------- | ------ | ------ | ------ | ------ | ------ | ----------------- | ------ | --------------------------------------------------------------------- | ------ | ------ |
| 1964/65 |        |        | 12     |        |        | Derde Klasse A    | 28     |                                                                       |        |        |
| 1965/66 |        |        | 5      |        |        | Derde Klasse B    | 36     |                                                                       |        |        |
| 1966/67 |        |        | 10     |        |        | Derde Klasse A    | 27     |                                                                       |        |        |
| 1967/68 |        |        | 6      |        |        | Derde Klasse B    | 32     |                                                                       |        |        |
| 1968/69 |        |        | 11     |        |        | Derde Klasse B    | 26     |                                                                       |        |        |
| 1969/70 |        |        | 5      |        |        | Derde Klasse A    | 34     |                                                                       |        |        |
| 1970/71 |        |        | 2      |        |        | Derde Klasse B    | 38     |                                                                       |        |        |
| 1971/72 |        |        | 16     |        |        | Derde Klasse A    | 19     |                                                                       |        |        |
| 1972/73 |        |        |        | 7      |        | Vierde Klasse B   | 32     |                                                                       |        |        |
| 1973/74 |        |        |        | 10     |        | Vierde Klasse C   | 28     |                                                                       |        |        |
| 1974/75 |        |        |        | 13     |        | Vierde Klasse A   | 27     |                                                                       |        |        |
| 1975/76 |        |        |        | 15     |        | Vierde Klasse A   | 23     |                                                                       |        |        |
| 1976/77 |        |        |        |        | 3      | Eerste Prov. Hen. | 40     |                                                                       |        |        |
| 1977/78 |        |        |        |        | 2      | Eerste Prov. Hen. | 50     |                                                                       |        |        |
| 1978/79 |        |        |        |        | 1      | Eerste Prov. Hen. | 48     |                                                                       |        |        |
| 1979/80 |        |        |        | 6      |        | Vierde Klasse A   | 33     |                                                                       |        |        |
| 1980/81 |        |        |        | 3      |        | Vierde Klasse A   | 36     |                                                                       |        |        |
| 1981/82 |        |        |        | 7      |        | Vierde Klasse A   | 31     |                                                                       |        |        |
| 1982/83 |        |        |        | 2      |        | Vierde Klasse A   | 41     |                                                                       |        |        |
| 1983/84 |        |        |        | 10     |        | Vierde Klasse A   | 30     |                                                                       |        |        |
| 1984/85 |        |        |        | 8      |        | Vierde Klasse A   | 29     |                                                                       |        |        |
| 1985/86 |        |        |        | 2      |        | Vierde Klasse C   | 40     |                                                                       |        |        |
| 1986/87 |        |        |        | 2      |        | Vierde Klasse A   | 43     | evenveel punten als kampioen KFC Roeselare, maar minder overwinningen |        |        |
| 1987/88 |        |        |        | 8      |        | Vierde Klasse A   | 29     |                                                                       |        |        |
| 1988/89 |        |        |        | 2      |        | Vierde Klasse A   | 43     |                                                                       |        |        |
| 1989/90 |        |        |        | 1      |        | Vierde Klasse A   | 49     |                                                                       |        |        |
| 1990/91 |        |        | 1      |        |        | Derde Klasse A    | 47     |                                                                       |        |        |
| 1991/92 |        | 9      |        |        |        | Tweede Klasse     | 28     |                                                                       |        |        |
| 1992/93 |        | 6      |        |        |        | Tweede Klasse     | 30     |                                                                       |        |        |
| 1993/94 |        | 2      |        |        |        | Tweede Klasse     | 55     | tweede in eindronde met 12 punten                                     |        |        |
| 1994/95 |        | 4      |        |        |        | Tweede Klasse     | 45     | derde in eindronde met 4 punten                                       |        |        |
| 1995/96 |        | 3      |        |        |        | Tweede Klasse     | 62     | winst in eindronde met 13 punten                                      |        |        |
| 1996/97 | 3      |        |        |        |        | Eerste Klasse     | 61     |                                                                       |        |        |
| 1997/98 | 10     |        |        |        |        | Eerste Klasse     | 41     |                                                                       |        | 1R     |
| 1998/99 | 4      |        |        |        |        | Eerste Klasse     | 66     |                                                                       |        |        |
| 1999/00 | 4      |        |        |        |        | Eerste Klasse     | 57     |                                                                       |        |        |
| 2000/01 | 7      |        |        |        |        | Eerste Klasse     | 53     |                                                                       |        |        |
| 2001/02 | 6      |        |        |        |        | Eerste Klasse     | 56     |                                                                       | Finale |        |
| 2002/03 | 13     |        |        |        |        | Eerste Klasse     | 32     |                                                                       |        | 1R     |
| 2003/04 | 5      |        |        |        |        | Eerste Klasse     | 59     |                                                                       |        |        |
| 2004/05 | 13     |        |        |        |        | Eerste Klasse     | 36     |                                                                       |        |        |
| 2005/06 | 13     |        |        |        |        | Eerste Klasse     | 37     |                                                                       | Finale |        |
| 2006/07 | 10     |        |        |        |        | Eerste Klasse     | 42     |                                                                       |        |        |
| 2007/08 | 11     |        |        |        |        | Eerste Klasse     | 42     |                                                                       |        |        |
| 2008/09 | 11     |        |        |        |        | Eerste Klasse     | 44     |                                                                       |        |        |
| 2009/10 | 16     |        |        |        |        | Eerste Klasse     | 0      | resultaten geschrapt wegens forfait                                   |        |        |

### Moeskroen in Europa
#Q = #kwalificatieronde, #R = #ronde, T/U = Thuis/Uit, W = Wedstrijd, PUC = punten UEFA coëfficiënten .
Uitslagen vanuit gezichtspunt Excelsior Moeskroen
| Seizoen | Competitie | Ronde | Land               | Club             | Totaalscore | 1e W    | 2e W    | PUC |
| ------- | ---------- | ----- | ------------------ | ---------------- | ----------- | ------- | ------- | --- |
| 1997/98 | UEFA Cup   | 2Q    | Vlag van Cyprus    | Apollon Limassol | 3-0         | 0-0 (U) | 3-0 (T) | 3.0 |
|         |            | 1R    | Vlag van Frankrijk | FC Metz          | 1-6         | 0-2 (T) | 1-4 (U) | 3.0 |
| 2002/03 | UEFA Cup   | Q     | Vlag van IJsland   | Fylkir Reykjavík | 4-2         | 1-1 (U) | 3-1 (T) | 2.5 |
|         |            | 1R    | Vlag van Tsjechië  | Slavia Praag     | 3-7         | 2-2 (T) | 1-5 (U) | 2.5 |

Totaal aantal punten voor UEFA coëfficiënten: 5.5

## Bekende ex-spelers
Belgen
- Olivier Besengez
- Jonathan Blondel
- Steve Dugardein
- Guillaume François
- Christophe Grégoire
- Christophe Lepoint
- Maxime Lestienne
- Émile Mpenza
- Mbo Mpenza
- Luigi Pieroni
- Frédéric Pierre
- Stefaan Tanghe
- Yves Vanderhaeghe
- Gonzague Vandooren
- Daan Van Gijseghem
- Gordan Vidović

Overige
- Demba Ba
- Nenad Jestrović
- Idir Ouali
- Alexis Allart
- Ermin Šiljak
- Marcin Żewłakow
- Michał Żewłakow
- Suad Fileković

## Trainers
- 1964-1965: Rixhon
- 1965-1968: Albert Dubreucq
- 1968-1969: Pintie
- 1969-1971: Jules Bigot
- 1971-1972: Jules Vandooren - Orlans
- 1972-1973: Desreumaux
- 1973-1975: Stockman
- 1975-1976: Baert
- 1976-1977: Terras
- 1977-1978: Albert Dubreucq
- 1978-1980 : Cornil
- 1980-1981 : Baert
- 1981-1982 : Verriest - Baert
- 1982-1984 : Baert
- 1984-1985 : Kinsabil
- 1985-1987 : Stockman
- 1987-1988 : Stockman - Besenger
- 1988-1989 : Ellegeert
- 1989-1990 : Ellegeert - Van Maldeghem
- 1990-1995 : André Van Maldeghem
- 1995-1996 : Georges Leekens
- 1996-1997 : Georges Leekens, Gil Vandenbrouck
- 1997-2002 : Hugo Broos
- 2002-2003 : Lorenzo Staelens
- 2003-2004 : Georges Leekens
- 2004-2005 : Philippe Saint-Jean, Geert Broeckaert
- 2005-2006 : Geert Broeckaert, Paul Put, Gil Vandenbrouck
- 2006-2007 : Gil Vandenbrouck
- 2007-12/2007 : Marc Brys
- 12/2007-06/2009: Enzo Scifo
- 2009-10/2009: Miroslav Đukić
- 11/2009-28/12/2009: Hans Galjé

## Trivia
- Het laatste officiële doelpunt van Moeskroen werd gescoord door David Moreno in de wedstrijd tegen Roeselare (1-2 winst).